# Trupanea dacetoptera
Trupanea dacetoptera
 es una especie de insecto díptero que Phillips describió científicamente por primera vez en el año 1923.
Esta especie pertenece al género Trupanea de la familia Tephritidae.